# Copa Sudamericana 2024
Die Copa Sudamericana 2024 war die 23. Ausspielung des nach der Copa Libertadores zweitwichtigsten südamerikanischen Fußballwettbewerbs für Vereinsmannschaften. Racing Club de Avellaneda gewann seinen ersten Sudamericana Titel. Insgesamt nahmen 56 Mannschaften aus den 10 Mitgliedsverbänden der CONMEBOL teil, darunter 12 aus der Gruppenphase der Copa Libertadores 2024 ausgeschiedene Mannschaften. Zum sechsten Mal wurde der Wettbewerb auch analog zur Libertadores 2024 über das ganze Kalenderjahr ausgetragen. Aus Argentinien und Brasilien qualifizierten sich jeweils sechs, aus den übrigen 8 Ländern jeweils 4 Teilnehmer direkt für den Wettbewerb.
Das Endspiel wurde am 23. November 2024 im Estadio General Pablo Rojas in der paraguayischen Hauptstadt Asunción ausgetragen.

## Teilnehmer
| Land                      | Verein                           | Qualifikationsgrund                                                                                            | Ergebnis      |
| ------------------------- | -------------------------------- | --- | ------------- |
| Argentinien 6 Startplätze | Boca Juniors                     | Bestes nicht für die Copa Libertadores qualifiziertes Team der Copa de la Superliga 2023                       | Achtelfinale  |
| Argentinien 6 Startplätze | Racing Club de Avellaneda        | Zweitbestes nicht für die Copa Libertadores qualifiziertes Team der Copa de la Superliga 2023                  | Sieger        |
| Argentinien 6 Startplätze | CSD Defensa y Justicia           | Drittbestes nicht für die Copa Libertadores qualifiziertes Team der Copa de la Superliga 2023                  | Gruppenphase  |
| Argentinien 6 Startplätze | CA Lanús                         | Viertbestes nicht für die Copa Libertadores qualifiziertes Team der Copa de la Superliga 2023                  | Halbfinale    |
| Argentinien 6 Startplätze | CA Belgrano                      | Fünftbestes nicht für die Copa Libertadores qualifiziertes Team der Copa de la Superliga 2023                  | Achtelfinale  |
| Argentinien 6 Startplätze | Argentinos Juniors               | Sechstbestes nicht für die Copa Libertadores qualifiziertes Team der Copa de la Superliga 2023                 | Gruppenphase  |
| Bolivien 4 Startplätze    | Club Jorge Wilstermann           | Bestes nicht für die Copa Libertadores qualifiziertes Team der Primera División 2023                           | 1. Runde      |
| Bolivien 4 Startplätze    | Nacional Potosí                  | Bestes nicht für die Copa Libertadores qualifiziertes Team der Primera División 2023                           | Gruppenphase  |
| Bolivien 4 Startplätze    | Club Real Tomayapo               | Zweitbestes nicht für die Copa Libertadores qualifiziertes Team der Primera División 2023                      | Gruppenphase  |
| Bolivien 4 Startplätze    | Universitario de Vinto           | Drittbestes nicht für die Copa Libertadores qualifiziertes Team der Primera División 2023                      | 1. Runde      |
| Brasilien 6 Startplätze   | Athletico Paranaense             | Bestes nicht für die Copa Libertadores qualifiziertes Team des Campeonato Brasileiro Série A 2023              | Viertelfinale |
| Brasilien 6 Startplätze   | SC Internacional                 | Zweitbestes nicht für die Copa Libertadores qualifiziertes Team des Campeonato Brasileiro Série A 2023         | Playoff-Runde |
| Brasilien 6 Startplätze   | Fortaleza EC                     | Drittbestes nicht für die Copa Libertadores qualifiziertes Team des Campeonato Brasileiro Série A 2023         | Viertelfinale |
| Brasilien 6 Startplätze   | Cuiabá EC                        | Viertbestes nicht für die Copa Libertadores qualifiziertes Team des Campeonato Brasileiro Série A 2023         | Playoff-Runde |
| Brasilien 6 Startplätze   | SC Corinthians                   | Fünftbestes nicht für die Copa Libertadores qualifiziertes Team des Campeonato Brasileiro Série A 2023         | Halbfinale    |
| Brasilien 6 Startplätze   | Cruzeiro EC                      | Sechstbestes nicht für die Copa Libertadores qualifiziertes Team des Campeonato Brasileiro Série A 2023        | Finale        |
| Chile 4 Startplätze       | Coquimbo Unido                   | Bestes nicht für die Copa Libertadores qualifiziertes Team der Primera División de Chile 2023                  | Gruppenphase  |
| Chile 4 Startplätze       | Everton                          | Zweitbestes nicht für die Copa Libertadores qualifiziertes Team der Primera División de Chile 2023             | 1. Runde      |
| Chile 4 Startplätze       | CD Universidad Católica          | Drittbestes nicht für die Copa Libertadores qualifiziertes Team der Primera División de Chile 2023             | 1. Runde      |
| Chile 4 Startplätze       | Unión La Calera                  | Viertbestes nicht für die Copa Libertadores qualifiziertes Team der Primera División de Chile 2023             | Gruppenphase  |
| Ecuador 4 Startplätze     | Delfín SC                        | Bestes nicht für die Copa Libertadores qualifiziertes Team der Gesamttabelle der Serie A 2023                  | Gruppenphase  |
| Ecuador 4 Startplätze     | Universidad Católica del Ecuador | Zweitbestes nicht für die Copa Libertadores qualifiziertes Team der Gesamttabelle der Serie A 2023             | Playoff-Runde |
| Ecuador 4 Startplätze     | Club Técnico Universitario       | Drittbestes nicht für die Copa Libertadores qualifiziertes Team der Gesamttabelle der Serie A 2023             | 1. Runde      |
| Ecuador 4 Startplätze     | Deportivo Cuenca                 | Viertbestes nicht für die Copa Libertadores qualifiziertes Team der Gesamttabelle der Serie A 2023             | 1. Runde      |
| Kolumbien 4 Startplätze   | Independiente Medellín           | Bestes nicht für die Copa Libertadores qualifiziertes Team der Gesamttabelle der Categoría Primera A 2023      | Viertelfinale |
| Kolumbien 4 Startplätze   | América de Cali                  | Zweitbestes nicht für die Copa Libertadores qualifiziertes Team der Gesamttabelle der Categoría Primera A 2023 | 1. Runde      |
| Kolumbien 4 Startplätze   | Deportes Tolima                  | Drittbestes nicht für die Copa Libertadores qualifiziertes Team der Gesamttabelle der Categoría Primera A 2023 | 1. Runde      |
| Kolumbien 4 Startplätze   | Alianza Petrolera                | Viertbestes nicht für die Copa Libertadores qualifiziertes Team der Gesamttabelle der Categoría Primera A 2023 | Gruppenphase  |
| Paraguay 4 Startplätze    | Club Guaraní                     | Bestes nicht für die Copa Libertadores qualifiziertes Team der Gesamttabelle der Primera División 2023         | 1. Runde      |
| Paraguay 4 Startplätze    | Club Olimpia                     | Zweitbestes nicht für die Copa Libertadores qualifiziertes Team der Gesamttabelle der Primera División 2023    | 1. Runde      |
| Paraguay 4 Startplätze    | Sportivo Ameliano                | Drittbestes nicht für die Copa Libertadores qualifiziertes Team der Gesamttabelle der Primera División 2023    | Achtelfinale  |
| Paraguay 4 Startplätze    | Sportivo Luqueño                 | Viertbestes nicht für die Copa Libertadores qualifiziertes Team der Gesamttabelle der Primera División 2023    | Gruppenphase  |
| Peru 4 Startplätze        | Sport Huancayo                   | Bestes nicht für die Copa Libertadores qualifiziertes Team der Gesamttabelle der Primera División 2023         | 1. Runde      |
| Peru 4 Startplätze        | Asociación Deportiva Tarma       | Zweitbestes nicht für die Copa Libertadores qualifiziertes Team der Gesamttabelle der Primera División 2023    | 1. Runde      |
| Peru 4 Startplätze        | Deportivo Garcilaso              | Drittbestes nicht für die Copa Libertadores qualifiziertes Team der Gesamttabelle der Primera División 2023    | Gruppenphase  |
| Peru 4 Startplätze        | CD Universidad César Vallejo     | Viertbestes nicht für die Copa Libertadores qualifiziertes Team der Gesamttabelle der Primera División 2023    | Gruppenphase  |
| Uruguay 4 Startplätze     | Montevideo Wanderers             | Bestes nicht für die Copa Libertadores qualifiziertes Team der Gesamttabelle der Primera División 2023         | 1. Runde      |
| Uruguay 4 Startplätze     | Racing Club de Montevideo        | Zweitbestes nicht für die Copa Libertadores qualifiziertes Team der Gesamttabelle der Primera División 2023    | Playoff-Runde |
| Uruguay 4 Startplätze     | Cerro Largo FC                   | Drittbestes nicht für die Copa Libertadores qualifiziertes Team der Gesamttabelle der Primera División 2023    | 1. Runde      |
| Uruguay 4 Startplätze     | Danubio FC                       | Viertbestes nicht für die Copa Libertadores qualifiziertes Team der Gesamttabelle der Primera División 2023    | Gruppenphase  |
| Venezuela 4 Startplätze   | Carabobo FC                      | Bestes nicht für die Copa Libertadores qualifiziertes Team der Gesamttabelle der Primera División 2023         | 1. Runde      |
| Venezuela 4 Startplätze   | Deportivo La Guaira              | Zweitbestes nicht für die Copa Libertadores qualifiziertes Team der Gesamttabelle der Primera División 2023    | 1. Runde      |
| Venezuela 4 Startplätze   | Metropolitanos FC                | Drittbestes nicht für die Copa Libertadores qualifiziertes Team der Gesamttabelle der Primera División 2023    | Gruppenphase  |
| Venezuela 4 Startplätze   | Deportivo Rayo Zuliano           | Viertbestes nicht für die Copa Libertadores qualifiziertes Team der Gesamttabelle der Primera División 2023    | Gruppenphase  |

Zusätzlich kamen folgende ausgeschiedene Teams aus der Copa Libertadores dazu.
| In der 3. Qualifikationsrunde der Copa Libertadores 2024 ausgeschiedenen Teams | Ergebnis      |
| ------------------------------------------------------------------------------ | ------------- |
| Club Nacional                                                                  | Gruppenphase  |
| Red Bull Bragantino                                                            | Achtelfinale  |
| Sportivo Trinidense                                                            | Gruppenphase  |
| Club Always Ready                                                              | Playoff-Runde |
| Drittplatzierte Teams der Gruppenphase der Copa Libertadores 2024              | Ergebnis      |
| Club Cerro Porteño                                                             | Playoff-Runde |
| Barcelona Sporting Club                                                        | Playoff-Runde |
| CD Huachipato                                                                  | Achtelfinale  |
| LDU Quito                                                                      | Achtelfinale  |
| CD Palestino                                                                   | Achtelfinale  |
| Independiente del Valle                                                        | Playoff-Runde |
| Rosario Central                                                                | Achtelfinale  |
| Club Libertad                                                                  | Viertelfinale |

## Modus
Die 1. Runde des Wettbewerbs wurde im K.-o.-System in einem Spiel in nationalen Duellen ausgetragen, deren Sieger sich für die Gruppenphase qualifizierten. Die sechs Vereine aus Brasilien und Argentinien nahmen direkt an der Gruppenphase teil. In acht Gruppen mit je vier Mannschaften qualifizierten sich der jeweilige Gruppensieger für das Achtelfinale. In der K.o.-Runde vor dem Achtelfinale trafen die acht Gruppenzweiten auf die acht Gruppendritten der Copa Libertadores. Die Sieger dieser Runde spielten dann im Achtelfinale gegen die Gruppensieger. Von der K.o.-Runde an wurde der Sieger mit Hin- und Rückspiel ermittelt. Das Finale wurde in einem einzigen Spiel entschieden. Der Titelverteidiger nahm nicht am Wettbewerb teil, da er automatisches Startrecht in der parallel ausgetragenen Copa Libertadores hatte. Bei Punkt- und Torgleichheit galt nicht die Auswärtstorregel, sondern es folgte im Anschluss an das Rückspiel unmittelbar ein Elfmeterschießen.

## 1. Runde
Teilnehmer waren je vier Mannschaften aus den acht Ländern Südamerikas mit Ausnahme von Argentinien und Brasilien. Die Spiele fanden zwischen dem 5. März Februar und dem 7. März 2024 statt. Die Auslosung ergab folgende Paarungen:
| Datum |                              | Ergebnis              |                                  |
| ----- | ---------------------------- | --------------------- | -------------------------------- |
| 5.3.  | Deportes Tolima              | 0:0 (2:4 i. E.)       | Independiente Medellín           |
| 5.3.  | Deportivo Garcilaso          | 0:0 (4:3 i. E.)       | Asociación Deportiva Tarma       |
| 5.3.  | CD Universidad Católica      | 0:2 (0:0)             | Coquimbo Unido                   |
| 5.3.  | Carabobo FC                  | 1:1 (0:1) (4:5 i. E.) | Metropolitanos FC                |
| 5.3.  | Club Real Tomayapo           | 0:0 (4:3 i. E.)       | Club Jorge Wilstermann           |
| 6.3.  | Universitario de Vinto       | 0:2 (0:1)             | Nacional Potosí                  |
| 6.3.  | Everton                      | 0:1 (0:0)             | Unión La Calera                  |
| 6.3.  | Deportivo Cuenca             | 2:5 (0:3)             | Delfín SC                        |
| 6.3.  | Alianza Petrolera            | 2:1 (1:0)             | América de Cali                  |
| 6.3.  | Club Guaraní                 | 0:1 (0:0)             | Sportivo Luqueño                 |
| 6.3.  | Montevideo Wanderers         | 0:1 (0:0)             | Danubio FC                       |
| 7.3.  | Sportivo Ameliano            | 2:0 (2:0)             | Club Olimpia                     |
| 7.3.  | Club Técnico Universitario   | 0:3 (0:2)             | Universidad Católica del Ecuador |
| 7.3.  | CD Universidad César Vallejo | 2:0 (0:0)             | Sport Huancayo                   |
| 7.3.  | Racing Club de Montevideo    | 2:0 (1:0)             | Cerro Largo FC                   |
| 7.3.  | Deportivo Rayo Zuliano       | 0:0 (4:2 i. E.)       | Deportivo La Guaira              |

## Gruppenphase
Die folgenden Teams waren für die Gruppenphase qualifiziert (Platz im CONMEBOL Club-Ranking vom Dezember 2023):
- Boca Juniors (3)
- Athletico Paranaense (6)
- SC Internacional (9)
- Racing Club de Avellaneda (20)
- SC Corinthians (22)
- CSD Defensa y Justicia (29)
- Cruzeiro EC (33)
- CA Lanús (35)
- Fortaleza EC (39)
- Argentinos Juniors (46)

- Cuiabá EC (142)
- CA Belgrano (196)

### Auslosung
Für die Gruppenphase wurden die 32 Teams entsprechend ihres Platzes in der Rangliste des CONMEBOL auf vier Lostöpfe verteilt. In jeden Topf kamen acht Klubs. Die vier Verlierer der 3. Qualifikationsrunde der Copa Libertadores kamen in Topf 4.
| Topf 1 | Topf 2 | Topf 3 | Topf 4 |
| Boca Juniors (3) Athletico Paranaense (6) SC Internacional (9) Racing Club de Avellaneda (20) SC Corinthians (22) CSD Defensa y Justicia (29) Cruzeiro EC (33) CA Lanús (35) | Fortaleza EC (39) Argentinos Juniors (46) Independiente Medellín (51) Delfín Sporting Club (78) Unión La Calera (80) Danubio FC (87) Metropolitanos FC (91) Coquimbo Unido (95) | Universidad Católica del Ecuador (99) CD Universidad César Vallejo (118) Sportivo Luqueño (133) Cuiabá EC (142) Nacional Potosí (167) CA Belgrano (195) Racing Club de Montevideo (210) Sportivo Ameliano (236) | Club Real Tomayapo (-) Alianza Petrolera (-) Deportivo Garcilaso (-) Deportivo Rayo Zuliano (-) Red Bull Bragantino (41) Club Nacional (71) Sportivo Trinidense (-) Club Always Ready (74) |

### Gruppe A
| Pl. | Verein                       | Sp. | S | U | N | Tore    | Diff. | Punkte |
| --- | ---------------------------- | --- | - | - | - | ------- | ----- | ------ |
| 1.  | Independiente Medellín       | 6   | 4 | 1 | 1 | 016:700 | +9    | 13     |
| 2.  | Club Always Ready            | 6   | 3 | 2 | 1 | 010:700 | +3    | 11     |
| 3.  | CSD Defensa y Justicia       | 6   | 1 | 2 | 3 | 004:800 | −4    | 05     |
| 4.  | CD Universidad César Vallejo | 6   | 1 | 1 | 4 | 006:140 | −8    | 04     |

| Spiel       | Datum     | Stadion             | Heimmannschaft         | Ergebnis  | Gastmannschaft         |
| ----------- | --------- | ------------------- | ---------------------- | --------- | ---------------------- |
| 1. Spieltag | 2. April  | Estadio Mansiche    | César Vallejo          | 0:1 (0:0) | CSD Defensa y Justicia |
| 1. Spieltag | 4. April  | El Alto             | Club Always Ready      | 2:0 (1:0) | Independiente Medellín |
| 2. Spieltag | 10. April | Atanasio Girardot   | Independiente Medellín | 4:2 (2:0) | César Vallejo          |
| 2. Spieltag | 10. April | Norberto Tomaghello | Defensa y Justicia     | 1:1 (1:0) | Always Ready           |
| 3. Spieltag | 25. April | Atanasio Girardot   | Independiente Medellín | 2:1 (1:0) | Defensa y Justicia     |
| 3. Spieltag | 25. April | El Alto             | Always Ready           | 2:0 (1:0) | César Vallejo          |
| 4. Spieltag | 7. Mai    | Estadio Mansiche    | César Vallejo          | 1:5 (1:2) | Independiente Medellín |
| 4. Spieltag | 7. Mai    | El Alto             | Always Ready           | 3:0 (1:0) | Defensa y Justicia     |
| 5. Spieltag | 14. Mai   | Norberto Tomaghello | Defensa y Justicia     | 1:1 (0:1) | Independiente Medellín |
| 5. Spieltag | 15. Mai   | Estadio Mansiche    | César Vallejo          | 2:2 (1:1) | Always Ready           |
| 6. Spieltag | 29. Mai   | Norberto Tomaghello | Defensa y Justicia     | 0:1 (0:0) | César Vallejo          |
| 6. Spieltag | 29. Mai   | Atanasio Girardot   | Independiente Medellín | 4:0 (0:0) | Always Ready           |

### Gruppe B
| Pl. | Verein                           | Sp. | S | U | N | Tore    | Diff. | Punkte |
| --- | -------------------------------- | --- | - | - | - | ------- | ----- | ------ |
| 1.  | Cruzeiro EC                      | 6   | 3 | 3 | 0 | 008:300 | +5    | 12     |
| 2.  | Universidad Católica del Ecuador | 6   | 3 | 2 | 1 | 008:200 | +6    | 11     |
| 3.  | Alianza Petrolera                | 6   | 1 | 2 | 3 | 005:100 | −5    | 05     |
| 4.  | Unión La Calera                  | 6   | 1 | 1 | 4 | 001:700 | −6    | 04     |

| Spiel       | Datum     | Stadion                  | Heimmannschaft       | Ergebnis  | Gastmannschaft       |
| ----------- | --------- | ------------------------ | -------------------- | --------- | -------------------- |
| 1. Spieltag | 3. April  | Armando Maestre Pavajeau | Alianza Petrolera    | 0:1 (0:1) | Unión La Calera      |
| 1. Spieltag | 4. April  | Atahualpa                | Universidad Católica | 0:0       | Cruzeiro             |
| 2. Spieltag | 10. April | Nicolás Chahuán Nazar    | Unión La Calera      | 0:1 (0:0) | Universidad Católica |
| 2. Spieltag | 11. April | Mineirão                 | Cruzeiro             | 3:3 (3:0) | Alianza              |
| 3. Spieltag | 23. April | Nicolás Chahuán Nazar    | Unión La Calera      | 0:0       | Cruzeiro             |
| 3. Spieltag | 23. April | Armando Maestre Pavajeau | Alianza              | 1:3 (1:0) | Universidad Católica |
| 4. Spieltag | 7. Mai    | Armando Maestre Pavajeau | Alianza              | 0:3 (0:1) | Cruzeiro             |
| 4. Spieltag | 9. Mai    | Atahualpa                | Universidad Católica | 4:0 (2:0) | Unión La Calera      |
| 5. Spieltag | 16. Mai   | Mineirão                 | Cruzeiro             | 1:0 (1:0) | Unión La Calera      |
| 5. Spieltag | 16. Mai   | Atahualpa                | Universidad Católica | 0:0       | Alianza              |
| 6. Spieltag | 30. Mai   | Mineirão                 | Cruzeiro             | 1:0 (0:0) | Universidad Católica |
| 6. Spieltag | 30. Mai   | Estadio Rebolledo        | Unión La Calera      | 0:1 (0:0) | Alianza              |

### Gruppe C
Die Partie vom vierten Spieltag zwischen Real Tomayapo und Internacional wurde aufgrund der schweren Regenfälle im brasilianischen Bundesstaat Rio Grande do Sul verschoben.
| Pl. | Verein               | Sp. | S | U | N | Tore    | Diff. | Punkte |
| --- | -------------------- | --- | - | - | - | ------- | ----- | ------ |
| 1.  | CA Belgrano          | 6   | 3 | 3 | 0 | 007:300 | +4    | 12     |
| 2.  | SC Internacional     | 6   | 3 | 2 | 1 | 006:300 | +3    | 11     |
| 3.  | Delfín Sporting Club | 6   | 2 | 2 | 2 | 009:800 | +1    | 08     |
| 4.  | Club Real Tomayapo   | 6   | 0 | 1 | 5 | 003:110 | −8    | 01     |

| Spiel       | Datum       | Stadion                | Heimmannschaft     | Ergebnis  | Gastmannschaft       |
| ----------- | ----------- | ---------------------- | ------------------ | --------- | -------------------- |
| 1. Spieltag | 2. April    | Estadio Córdoba        | CA Belgrano        | 0:0       | Internacional        |
| 1. Spieltag | 4. April    | Estadio IV Centenario  | Club Real Tomayapo | 0:2 (0:0) | Delfín Sporting Club |
| 2. Spieltag | 10. April   | Estádio Beira-Rio      | Internacional      | 0:0       | Real Tomayapo        |
| 2. Spieltag | 11. April   | Estadio Jocay          | Delfín SC          | 1:1 (0:1) | CA Belgrano          |
| 3. Spieltag | 24. April   | El Tahuichi            | Real Tomayapo      | 0:2 (0:1) | CA Belgrano          |
| 3. Spieltag | 25. April   | Estadio Jocay          | Delfín SC          | 1:2 (0:1) | Internacional        |
| 4. Spieltag | 9. Mai      | Estadio Córdoba        | CA Belgrano        | 1:1 (0:0) | Delfín SC            |
| 4. Spieltag | 4. Juni (1) | Estadio IV Centenario  | Real Tomayapo      | 0:2 (0:1) | Internacional        |
| 5. Spieltag | 15. Mai     | Estadio Córdoba        | CA Belgrano        | 1:0 (1:0) | Real Tomayapo        |
| 5. Spieltag | 8. Juni (1) | Estádio Alfredo Jaconi | Internacional      | 1:0 (0:0) | Delfín SC            |
| 6. Spieltag | 28. Mai     | Arena Barueri          | Internacional      | 1:2 (1:2) | CA Belgrano          |
| 6. Spieltag | 28. Mai     | Estadio Jocay          | Delfín SC          | 4:3 (2:3) | Real Tomayapo        |

### Gruppe D
| Pl. | Verein              | Sp. | S | U | N | Tore    | Diff. | Punkte |
| --- | ------------------- | --- | - | - | - | ------- | ----- | ------ |
| 1.  | Fortaleza EC        | 6   | 4 | 1 | 1 | 015:800 | +7    | 13     |
| 2.  | Boca Juniors        | 6   | 3 | 2 | 1 | 010:600 | +4    | 11     |
| 3.  | Nacional Potosí     | 6   | 2 | 1 | 3 | 006:130 | −7    | 07     |
| 4.  | Sportivo Trinidense | 6   | 1 | 0 | 5 | 005:900 | −4    | 03     |

| Spiel       | Datum     | Stadion               | Heimmannschaft      | Ergebnis  | Gastmannschaft  |
| ----------- | --------- | --------------------- | ------------------- | --------- | --------------- |
| 1. Spieltag | 3. April  | Estadio Martín Torres | Sportivo Trinidense | 0:2 (0:1) | Fortaleza EC    |
| 1. Spieltag | 3. April  | Victor Agustín Ugarte | Nacional Potosí     | 0:0       | Boca Juniors    |
| 2. Spieltag | 9. April  | La Bombonera          | Boca Juniors        | 1:0 (0:0) | Trinidense      |
| 2. Spieltag | 10. April | Castelão              | Fortaleza EC        | 5:0 (3:0) | Nacional Potosí |
| 3. Spieltag | 23. April | Estadio Martín Torres | Trinidense          | 2:0 (1:0) | Nacional Potosí |
| 3. Spieltag | 25. April | Castelão              | Fortaleza EC        | 4:2 (1:1) | Boca Juniors    |
| 4. Spieltag | 8. Mai    | Victor Agustín Ugarte | Nacional Potosí     | 4:1 (2:1) | Fortaleza EC    |
| 4. Spieltag | 8. Mai    | La Olla Azulgrana     | Trinidense          | 1:2 (1:0) | Boca Juniors    |
| 5. Spieltag | 14. Mai   | Victor Agustín Ugarte | Nacional Potosí     | 2:0 (0:1) | Trinidense      |
| 5. Spieltag | 15. Mai   | La Bombonera          | Boca Juniors        | 1:1 (0:0) | Fortaleza EC    |
| 6. Spieltag | 29. Mai   | La Bombonera          | Boca Juniors        | 4:0 (3:0) | Nacional Potosí |
| 6. Spieltag | 29. Mai   | Castelão              | Fortaleza EC        | 2:1 (2:0) | Trinidense      |

### Gruppe E
| Pl. | Verein                 | Sp. | S | U | N | Tore    | Diff. | Punkte |
| --- | ---------------------- | --- | - | - | - | ------- | ----- | ------ |
| 1.  | Sportivo Ameliano      | 6   | 4 | 1 | 1 | 009:500 | +4    | 13     |
| 2.  | Athletico Paranaense   | 6   | 4 | 0 | 2 | 017:500 | +12   | 12     |
| 3.  | Danubio FC             | 6   | 2 | 2 | 2 | 005:400 | +1    | 08     |
| 4.  | Deportivo Rayo Zuliano | 6   | 0 | 1 | 5 | 001:180 | −17   | 01     |

| Spiel       | Datum     | Stadion                 | Heimmannschaft         | Ergebnis  | Gastmannschaft       |
| ----------- | --------- | ----------------------- | ---------------------- | --------- | -------------------- |
| 1. Spieltag | 2. April  | La Olla Azulgrana       | Sportivo Ameliano      | 1:4 (1:3) | Athletico Paranaense |
| 1. Spieltag | 3. April  | Estadio Brígido Iriarte | Deportivo Rayo Zuliano | 0:2 (0:0) | Danubio FC           |
| 2. Spieltag | 9. April  | Jardines del Hipódromo  | Danubio FC             | 0:0       | Sportivo Ameliano    |
| 2. Spieltag | 9. April  | Arena da Baixada        | Paranaense             | 6:0 (4:0) | Rayo Zuliano         |
| 3. Spieltag | 24. April | Estadio Centenario      | Danubio FC             | 0:1 (0:1) | Paranaense           |
| 3. Spieltag | 24. April | Estadio Brígido Iriarte | Rayo Zuliano           | 0:4 (0:2) | Sportivo Ameliano    |
| 4. Spieltag | 7. Mai    | La Huerta               | Sportivo Ameliano      | 2:1 (2:1) | Danubio FC           |
| 4. Spieltag | 8. Mai    | Estadio Brígido Iriarte | Rayo Zuliano           | 1:5 (0:3) | Paranaense           |
| 5. Spieltag | 14. Mai   | Chaco                   | Sportivo Ameliano      | 1:0 (1:0) | Rayo Zuliano         |
| 5. Spieltag | 15. Mai   | Arena da Baixada        | Paranaense             | 1:2 (0:2) | Danubio FC           |
| 6. Spieltag | 30. Mai   | Arena da Baixada        | Paranaense             | 0:1 (0:0) | Sportivo Ameliano    |
| 6. Spieltag | 30. Mai   | Estadio Centenario      | Danubio FC             | 0:0       | Rayo Zuliano         |

### Gruppe F
| Pl. | Verein                    | Sp. | S | U | N | Tore    | Diff. | Punkte |
| --- | ------------------------- | --- | - | - | - | ------- | ----- | ------ |
| 1.  | SC Corinthians            | 6   | 4 | 1 | 1 | 014:200 | +12   | 13     |
| 2.  | Racing Club de Montevideo | 6   | 3 | 2 | 1 | 010:800 | +2    | 11     |
| 3.  | Argentinos Juniors        | 6   | 3 | 0 | 3 | 007:120 | −5    | 09     |
| 4.  | Club Nacional             | 6   | 0 | 1 | 5 | 006:150 | −9    | 01     |

| Spiel       | Datum     | Stadion                        | Heimmannschaft     | Ergebnis  | Gastmannschaft     |
| ----------- | --------- | ------------------------------ | ------------------ | --------- | ------------------ |
| 1. Spieltag | 2. April  | Estadio Defensores del Chaco   | Club Nacional      | 2:3 (0:3) | Argentinos Juniors |
| 1. Spieltag | 2. April  | Estadio Centenario             | Racing Club        | 1:1 (0:0) | Corinthians        |
| 2. Spieltag | 9. April  | Estadio Diego Armando Maradona | Argentinos Juniors | 0:3 (0:1) | Racing Club        |
| 2. Spieltag | 9. April  | Arena Corinthians              | Corinthians        | 4:0 (1:0) | Club Nacional      |
| 3. Spieltag | 23. April | Diego Armando Maradona         | Argentinos Juniors | 1:0 (1:0) | Corinthians        |
| 3. Spieltag | 25. April | Estadio Defensores del Chaco   | Club Nacional      | 2:2 (1:1) | Racing Club        |
| 4. Spieltag | 7. Mai    | Estadio Centenario             | Racing Club        | 2:1 (2:1) | Argentinos Juniors |
| 4. Spieltag | 7. Mai    | Estadio Defensores del Chaco   | Club Nacional      | 0:2 (0:0) | Corinthians        |
| 5. Spieltag | 14. Mai   | Estadio Centenario             | Racing Club        | 2:1 (0:0) | Club Nacional      |
| 5. Spieltag | 14. Mai   | Arena Corinthians              | Corinthians        | 4:0 (3:0) | Argentinos Juniors |
| 6. Spieltag | 28. Mai   | Arena Corinthians              | Corinthians        | 3:0 (2:0) | Racing Club        |
| 6. Spieltag | 28. Mai   | Diego Armando Maradona         | Argentinos Juniors | 2:1 (2:1) | Club Nacional      |

### Gruppe G
| Pl. | Verein              | Sp. | S | U | N | Tore    | Diff. | Punkte |
| --- | ------------------- | --- | - | - | - | ------- | ----- | ------ |
| 1.  | CA Lanús            | 6   | 4 | 1 | 1 | 012:300 | +9    | 13     |
| 2.  | Cuiabá EC           | 6   | 3 | 3 | 0 | 009:300 | +6    | 12     |
| 3.  | Deportivo Garcilaso | 6   | 1 | 3 | 2 | 007:900 | −2    | 06     |
| 4.  | Metropolitanos FC   | 6   | 0 | 1 | 5 | 003:160 | −13   | 01     |

| Spiel       | Datum     | Stadion              | Heimmannschaft      | Ergebnis  | Gastmannschaft      |
| ----------- | --------- | -------------------- | ------------------- | --------- | ------------------- |
| 1. Spieltag | 3. April  | Arena Pantanal       | Cuiabá EC           | 1:1 (0:0) | CA Lanús            |
| 1. Spieltag | 4. April  | Garcilaso de la Vega | Deportivo Garcilaso | 3:2 (1:2) | Metropolitanos FC   |
| 2. Spieltag | 11. April | Estadio Olímpico     | Metropolitanos FC   | 0:2 (0:2) | Cuiabá EC           |
| 2. Spieltag | 11. April | Néstor Díaz Pérez    | CA Lanús            | 2:1 (1:1) | Deportivo Garcilaso |
| 3. Spieltag | 23. April | Garcilaso de la Vega | Deportivo Garcilaso | 1:1 (0:0) | Cuiabá EC           |
| 3. Spieltag | 25. April | Estadio Olímpico     | Metropolitanos FC   | 0:2 (0:2) | CA Lanús            |
| 4. Spieltag | 8. Mai    | Arena Pantanal       | Cuiabá EC           | 3:0 (1:0) | Metropolitanos FC   |
| 4. Spieltag | 9. Mai    | Garcilaso de la Vega | Deportivo Garcilaso | 0:2 (0:1) | CA Lanús            |
| 5. Spieltag | 15. Mai   | Néstor Díaz Pérez    | CA Lanús            | 5:0 (2:0) | Metropolitanos FC   |
| 5. Spieltag | 15. Mai   | Arena Pantanal       | Cuiabá EC           | 1:1 (0:1) | Deportivo Garcilaso |
| 6. Spieltag | 29. Mai   | Néstor Díaz Pérez    | CA Lanús            | 0:1 (0:0) | Cuiabá EC           |
| 6. Spieltag | 29. Mai   | Estadio Olímpico     | Metropolitanos FC   | 1:1 (1:1) | Deportivo Garcilaso |

### Gruppe H
| Pl. | Verein                    | Sp. | S | U | N | Tore    | Diff. | Punkte |
| --- | ------------------------- | --- | - | - | - | ------- | ----- | ------ |
| 1.  | Racing Club de Avellaneda | 6   | 5 | 0 | 1 | 014:300 | +11   | 15     |
| 2.  | Red Bull Bragantino       | 6   | 4 | 1 | 1 | 009:800 | +1    | 13     |
| 3.  | Coquimbo Unido            | 6   | 1 | 2 | 3 | 003:700 | −4    | 05     |
| 4.  | Sportivo Luqueño          | 6   | 0 | 1 | 5 | 003:110 | −8    | 01     |

| Spiel       | Datum     | Stadion                      | Heimmannschaft   | Ergebnis  | Gastmannschaft   |
| ----------- | --------- | ---------------------------- | ---------------- | --------- | ---------------- |
| 1. Spieltag | 3. April  | Nabizão                      | Bragantino       | 1:0 (1:0) | Coquimbo Unido   |
| 1. Spieltag | 4. April  | Estadio Defensores del Chaco | Sportivo Luqueño | 0:2 (0:2) | Racing Club      |
| 2. Spieltag | 10. April | Estadio Presidente Perón     | Racing Club      | 3:0 (2:0) | Bragantino       |
| 2. Spieltag | 11. April | Francisco Sánchez Rumoroso   | Coquimbo Unido   | 1:0 (1:0) | Sportivo Luqueño |
| 3. Spieltag | 24. April | Francisco Sánchez Rumoroso   | Coquimbo Unido   | 1:2 (1:2) | Racing Club      |
| 3. Spieltag | 24. April | Nabizão                      | Bragantino       | 2:1 (1:0) | Sportivo Luqueño |
| 4. Spieltag | 8. Mai    | Estadio Defensores del Chaco | Sportivo Luqueño | 0:0       | Coquimbo Unido   |
| 4. Spieltag | 9. Mai    | Nabizão                      | Bragantino       | 2:1 (2:1) | Racing Club      |
| 5. Spieltag | 16. Mai   | Estadio Presidente Perón     | Racing Club      | 3:0 (0:0) | Coquimbo Unido   |
| 5. Spieltag | 16. Mai   | Estadio Defensores del Chaco | Sportivo Luqueño | 2:3 (2:1) | Bragantino       |
| 6. Spieltag | 28. Mai   | Néstor Díaz Pérez            | Racing Club      | 3:0 (2:0) | Sportivo Luqueño |
| 6. Spieltag | 28. Mai   | Francisco Sánchez Rumoroso   | Coquimbo Unido   | 1:1 (1:0) | Bragantino       |

## Finalrunde
Für die Endrunde werden die Mannschaften entsprechend ihren Ergebnissen in der Gruppenphase gesetzt, wobei die Gruppensieger auf den Plätzen 1 bis 8, die Gruppenzweiten auf den Plätzen 9 bis 16 und die Gruppendrittplatzierten der Copa Libertadores auf den Plätzen 17 bis 24 gesetzt sind. Bei der Auslosung der Runde der letzten 16 bilden die Gesetzten 1 bis 8 Topf 1, und die acht Gewinner der Play-offs der K.O.-Runde (Setzplätze 9 bis 24) bilden Topf 2 und behalten ihren Setzplatz. Mannschaften aus demselben Verband können ab den Play-offs der K.-o.-Runde gegeneinander spielen.
Im Achtelfinale trifft der beste Gruppenzweite auf den schlechtesten Qualifikanten aus der Copa Libertadores und so weiter.
Die Spiele werden in Hin- und Rückspiel ausgetragen, wobei die höher gesetzte Mannschaft das Rückspiel austrägt. Bei einem Unentschieden nach Hin- und Rückspiel wird keine Verlängerung gespielt und ein Elfmeterschießen wird verwendet, um den Sieger zu ermitteln.
| Platz | Gruppen- erste | Name                   | Punkte | Tore | Platz | Gruppen- zweite | Name              | Punkte | Tore | Platz | Gruppen- dritte CL | Name                | Punkte | Tore |
| ----- | -------------- | ---------------------- | ------ | ---- | ----- | --------------- | ----------------- | ------ | ---- | ----- | ------------------ | ------------------- | ------ | ---- |
| 1     | Grp. H         | Racing Club            | 15     | +11  | 9     | Grp. H          | Bragantino        | 13     | +1   | 17    | Grp. C             | Huachipato          | 8      | −7   |
| 2     | Grp. F         | Corinthians            | 13     | +12  | 10    | Grp. E          | Athl. Paranaense  | 12     | +12  | 18    | Grp. G             | Rosario Central     | 7      | +1   |
| 3     | Grp. A         | Independiente Medellín | 13     | +9   | 11    | Grp. G          | Cuiabá EC         | 12     | +6   | 19    | Grp. D             | LDU Quito           | 7      | ±0   |
| 4     | Grp. G         | Lanús                  | 13     | +9   | 12    | Grp. B          | Universidad       | 11     | +6   | 20    | Grp. F             | Independiente Valle | 7      | −1   |
| 5     | Grp. D         | Fortaleza              | 13     | +7   | 13    | Grp. D          | Boca Juniors      | 11     | +4   | 21    | Grp. H             | Club Libertad       | 7      | −1   |
| 6     | Grp. E         | Ameliano               | 13     | +4   | 14    | Grp. A          | Always Ready      | 11     | +3   | 22    | Grp. E             | Palestino           | 7      | −5   |
| 7     | Grp. B         | Cruzeiro               | 12     | +5   | 15    | Grp. C          | Internacional     | 11     | +3   | 23    | Grp. A             | Cerro Porteño       | 6      | −1   |
| 8     | Grp. C         | CA Belgrano            | 12     | +4   | 16    | Grp. F          | Racing Montevideo | 11     | +2   | 24    | Grp. B             | Barcelona           | 6      | −3   |

Für das Achtelfinale qualifizierten sich jeweils der Erste jeder Gruppe sowie die Sieger der Playoff-Runde.

### Playoff-Runde
| Datum     |                         | Gesamt          |                                  | Hinspiel  | Rückspiel |
| --------- | ----------------------- | --------------- | -------------------------------- | --------- | --------- |
| 16./23.7. | Rosario Central         | 2:1             | SC Internacional                 | 1:0 (0:0) | 1:1 (0:1) |
| 16./23.7. | CD Huachipato           | 3:3 (3:0 i. E.) | Racing Club de Montevideo        | 2:3 (1:2) | 1:0 (1:0) |
| 17./23.7. | Barcelona Sporting Club | 3:4             | Red Bull Bragantino              | 1:1 (1:1) | 2:3 (2:1) |
| 17./24.7. | Club Libertad           | 3:1             | Universidad Católica del Ecuador | 2:0 (0:0) | 1:1 (0:1) |
| 17./24.7. | Independiente del Valle | 0:1             | Boca Juniors                     | 0:0       | 0:1 (0:1) |
| 18./25.7. | Club Cerro Porteño      | 2:3             | Athletico Paranaense             | 1:1 (1:0) | 1:2 (0:1) |
| 18./25.7. | CD Palestino            | 3:2             | Cuiabá EC                        | 1:1 (1:0) | 2:1 (1:0) |
| 18./25.7. | LDU Quito               | 4:3             | Club Always Ready                | 3:0 (2:0) | 1:3 (0:1) |

### Turnierplan ab Achtelfinale
|  | Achtelfinale    | Achtelfinale    | Achtelfinale |             |       | Viertelfinale | Viertelfinale | Viertelfinale |  |  | Halbfinale | Halbfinale | Halbfinale |  |  | Finale | Finale |  |
|  |                 |                 |              |             |       |               |               |               |  |  |            |            |            |  |  |        |        |  |
|  | Rosario         | 1               | 1            |             |       |               |               |               |  |  |            |            |            |  |  |        |        |  |
|  | Fortaleza       | 1               | 3            |             |       |               |               |               |  |  |            |            |            |  |  |        |        |  |
|  | Fortaleza       | 1               | 3            | Fortaleza   | 0     | 0             |               |               |  |  |            |            |            |  |  |        |        |  |
|  |                 |                 |              | Fortaleza   | 0     | 0             |               |               |  |  |            |            |            |  |  |        |        |  |
|  |                 | Corinthians     | 2            | 3           |       |               |               |               |  |  |            |            |            |  |  |        |        |  |
|  | Bragantino      | Corinthians     | 2            | 3           | 1     | 2 (3)         |               |               |  |  |            |            |            |  |  |        |        |  |
|  | Bragantino      |                 |              |             | 1     | 2 (3)         |               |               |  |  |            |            |            |  |  |        |        |  |
|  | Corinthians     | 2               | 1 (4)        |             |       |               |               |               |  |  |            |            |            |  |  |        |        |  |
|  | Corinthians     | 2               | 1 (4)        | Corinthians | 2     | 1             |               |               |  |  |            |            |            |  |  |        |        |  |
|  |                 |                 |              |             |       |               |               |               |  |  |            |            |            |  |  |        |        |  |
|  |                 | Racing Club     | 2            | 2           |       |               |               |               |  |  |            |            |            |  |  |        |        |  |
|  | Huachipato      | Racing Club     | 2            | 2           | 0     | 1             |               |               |  |  |            |            |            |  |  |        |        |  |
|  | Huachipato      |                 |              |             | 0     | 1             |               |               |  |  |            |            |            |  |  |        |        |  |
|  | Racing Club     | 2               | 6            |             |       |               |               |               |  |  |            |            |            |  |  |        |        |  |
|  | Racing Club     | 2               | 6            | Racing Club | 0     | 4             |               |               |  |  |            |            |            |  |  |        |        |  |
|  |                 |                 |              | Racing Club | 0     | 4             |               |               |  |  |            |            |            |  |  |        |        |  |
|  |                 | Ath. Paranaense | 1            | 1           |       |               |               |               |  |  |            |            |            |  |  |        |        |  |
|  | Ath. Paranaense | Ath. Paranaense | 1            | 1           | 2     | 2             |               |               |  |  |            |            |            |  |  |        |        |  |
|  | Ath. Paranaense |                 |              |             | 2     | 2             |               |               |  |  |            |            |            |  |  |        |        |  |
|  | Belgrano        | 1               | 0            |             |       |               |               |               |  |  |            |            |            |  |  |        |        |  |
|  | Belgrano        | 1               | 0            | Racing Club | 3     |               |               |               |  |  |            |            |            |  |  |        |        |  |
|  |                 |                 |              |             |       |               |               |               |  |  |            |            |            |  |  |        |        |  |
|  |                 | Cruzeiro        | 1            |             |       |               |               |               |  |  |            |            |            |  |  |        |        |  |
|  | Libertad        | Cruzeiro        | 1            | 1           | 0 (4) |               |               |               |  |  |            |            |            |  |  |        |        |  |
|  | Libertad        |                 |              |             | 0 (4) |               |               |               |  |  |            |            |            |  |  |        |        |  |
|  | Ameliano        | 1               | 0 (3)        |             |       |               |               |               |  |  |            |            |            |  |  |        |        |  |
|  | Ameliano        | 1               | 0 (3)        | Libertad    | 0     | 1             |               |               |  |  |            |            |            |  |  |        |        |  |
|  |                 |                 |              | Libertad    | 0     | 1             |               |               |  |  |            |            |            |  |  |        |        |  |
|  |                 | Cruzeiro        | 2            | 1           |       |               |               |               |  |  |            |            |            |  |  |        |        |  |
|  | Boca Juniors    | Cruzeiro        | 2            | 1           | 1     | 1 (4)         |               |               |  |  |            |            |            |  |  |        |        |  |
|  | Boca Juniors    |                 |              |             | 1     | 1 (4)         |               |               |  |  |            |            |            |  |  |        |        |  |
|  | Cruzeiro        | 0               | 2 (5)        |             |       |               |               |               |  |  |            |            |            |  |  |        |        |  |
|  | Cruzeiro        | 0               | 2 (5)        | Cruzeiro    | 1     | 1             |               |               |  |  |            |            |            |  |  |        |        |  |
|  |                 |                 |              |             |       |               |               |               |  |  |            |            |            |  |  |        |        |  |
|  |                 | Lanús           | 1            | 0           |       |               |               |               |  |  |            |            |            |  |  |        |        |  |
|  | LDU Quito       | Lanús           | 1            | 0           | 1     | 1             |               |               |  |  |            |            |            |  |  |        |        |  |
|  | LDU Quito       |                 |              |             | 1     | 1             |               |               |  |  |            |            |            |  |  |        |        |  |
|  | Lanús           | 2               | 3            |             |       |               |               |               |  |  |            |            |            |  |  |        |        |  |
|  | Lanús           | 2               | 3            | Lanús       | 0     | 1 (6)         |               |               |  |  |            |            |            |  |  |        |        |  |
|  |                 |                 |              | Lanús       | 0     | 1 (6)         |               |               |  |  |            |            |            |  |  |        |        |  |
|  |                 | Independiente   | 0            | 1 (5)       |       |               |               |               |  |  |            |            |            |  |  |        |        |  |
|  | Palestino       | Independiente   | 0            | 1 (5)       | 2     | 0             |               |               |  |  |            |            |            |  |  |        |        |  |
|  | Palestino       |                 |              |             | 2     | 0             |               |               |  |  |            |            |            |  |  |        |        |  |
|  | Independiente   | 2               | 4            |             |       |               |               |               |  |  |            |            |            |  |  |        |        |  |

### Achtelfinale
Auslosung der Paarungen fand am 3. Juni 2024 statt.
| Datum     |                      | Gesamt          |                           | Hinspiel  | Rückspiel |
| --------- | -------------------- | --------------- | ------------------------- | --------- | --------- |
| 13./20.8. | CD Huachipato        | 1:8             | Racing Club de Avellaneda | 0:2 (0:1) | 1:6 (0:4) |
| 13./20.8. | Red Bull Bragantino  | 3:3 (4:5 i. E.) | SC Corinthians            | 1:2 (0:2) | 2:1 (0:1) |
| 14./21.8. | Rosario Central      | 2:4             | Fortaleza EC              | 1:1 (1:1) | 1:3 (0:0) |
| 14./21.8. | LDU Quito            | 2:5             | CA Lanús                  | 1:2 (1:2) | 1:3 (1:1) |
| 14./21.8. | CD Palestino         | 2:6             | Independiente Medellín    | 2:2 (0:1) | 0:4 (0:2) |
| 15./22.8. | Club Libertad        | 1:1 (4:3 i. E.) | Sportivo Ameliano         | 1:1 (0:1) | 0:0       |
| 15./22.8. | Athletico Paranaense | 4:1             | CA Belgrano               | 2:1 (1:1) | 2:0 (0:0) |
| 15./22.8. | Boca Juniors         | 2:2 (4:5 i. E.) | Cruzeiro EC               | 1:0 (0:0) | 1:2 (1:2) |

### Viertelfinale
| Datum     |                      | Gesamt          |                           | Hinspiel  | Rückspiel |
| --------- | -------------------- | --------------- | ------------------------- | --------- | --------- |
| 17./24.9. | Fortaleza EC         | 0:5             | SC Corinthians            | 0:2 (0:1) | 0:3 (0:0) |
| 18./25.9. | CA Lanús             | 1:1 (6:5 i. E.) | Independiente Medellín    | 0:0       | 1:1 (1:0) |
| 19./26.9. | Club Libertad        | 1:3             | Cruzeiro EC               | 0:2 (0:2) | 1:1 (1:0) |
| 19./26.9. | Athletico Paranaense | 2:4             | Racing Club de Avellaneda | 1:0 (1:0) | 1:4 (0:3) |

### Halbfinale
| Datum      |                | Gesamt |                           | Hinspiel  | Rückspiel |
| ---------- | -------------- | ------ | ------------------------- | --------- | --------- |
| 23./30.10. | Cruzeiro EC    | 2:1    | CA Lanús                  | 1:1 (0:0) | 1:0 (1:0) |
| 24./31.10. | SC Corinthians | 3:4    | Racing Club de Avellaneda | 2:2 (2:1) | 1:2 (1:2) |

### Finale
| Racing Club de Avellaneda                                             | Racing Club de Avellaneda | Cruzeiro EC | Cruzeiro EC |
| --------------------------------------------------------------------- | --- | --- | ----------- |
| Racing Club de Avellaneda                                             | \| 23. November 2024 in Asunción, Paraguay (Estadio General Pablo Rojas) \| \| Ergebnis: 3:1 (2:0) \| \| Zuschauer: 43.828 \| \| Schiedsrichter: Esteban Ostojich ( Uruguay) \| \| Spielbericht \| | \| 23. November 2024 in Asunción, Paraguay (Estadio General Pablo Rojas) \| \| Ergebnis: 3:1 (2:0) \| \| Zuschauer: 43.828 \| \| Schiedsrichter: Esteban Ostojich ( Uruguay) \| \| Spielbericht \| | Cruzeiro EC |
| Racing Club de Avellaneda                                             | 21 Gabriel Arias – 3 Marco Di Cesare, 13 Santiago Sosa, 2 Agustín García Basso – 15 Gastón Martirena, 5 Juan Ignacio Nardoni, 32 Agustín Almendra 56., 27 Gabriel Rojas – 8 Juan Quintero 87., 9 Adrián Martínez 75., 7 Maximiliano Salas Reserve 25 Facundo Cambeses, 6 Nazareno Colombo, 30 Leonardo Sigali, 34 Facundo Mura, 35 Santiago Quirós, 4 Martín Barrios, 22 Baltasar Rodríguez, 35 Bruno Zuculini 56., 10 Roger Martínez 75., 12 Luciano Vietto, 17 Johan Carbonero, 28 Santiago Solari 87. Cheftrainer: Gustavo Costas | 1 Cássio Ramos – 12 William, 43 João Marcelo, 25 Lucas Villalba, 3 Marlon 85. – 29 Lucas Romero 78., 10 Matheus Pereira, 20 Walace 30. – 30 Gabriel Veron 78., 19 Kaio Jorge, 97 Matheus Henrique Reserve 98 Anderson, 2 Wesley, 5 Zé Ivaldo, 6 Kaiki Bruno, 34 Jonathan Jesus, 7 Mateus Vital, 16 Lucas Silva 30., 17 Ramiro, 21 Álvaro Barreal 78., 33 Fabrizio Peralta, 26 Lautaro Díaz 78., 69 Kaique Kenji 85. Cheftrainer: Fernando Diniz | Cruzeiro EC |
| Racing Club de Avellaneda                                             | 1:0 Martirena (15.) 2:0 A. Martínez (20.) 3:1 R. Martínez (90.+5') | 2:1 Kaio Jorge (52.) | Cruzeiro EC |
| Racing Club de Avellaneda                                             | Basso (59.), Nardoni (81.), Di Cesare (83.), R. Martínez (90.+6') | Romero (42.), Silva (45.+3'), Pereira (82.) | Cruzeiro EC |
| Racing Club de Avellaneda                                             | Spieler des Spiels: Maximiliano Salas | | Cruzeiro EC |
| 23. November 2024 in Asunción, Paraguay (Estadio General Pablo Rojas) | | |             |
| Ergebnis: 3:1 (2:0)                                                   | | |             |
| Zuschauer: 43.828                                                     | | |             |
| Schiedsrichter: Esteban Ostojich ( Uruguay)                           | | |             |
| Spielbericht                                                          | | |             |

## Beste Torschützen
| Rang | Spieler             | Klub                             | Tore |
| ---- | ------------------- | -------------------------------- | ---- |
| 1    | Adrián Martínez     | Racing Club de Avellaneda        | 10   |
| 2    | Yuri Alberto        | SC Corinthians                   | 9    |
| 3    | Walter Bou          | CA Lanús                         | 7    |
|      | Juan Martín Lucero  | Fortaleza EC                     | 7    |
|      | Gonzalo Mastriani   | Athletico Paranaense             | 7    |
| 6    | Brayan León         | Independiente Medellín           | 6    |
| 7    | José Enrique Angulo | Delfín Sporting Club             | 5    |
|      | Edinson Cavani      | Boca Juniors                     | 5    |
|      | Ismael Díaz         | Universidad Católica del Ecuador | 5    |
|      | Helinho             | Red Bull Bragantino              | 5    |
|      | Kaio Jorge          | Cruzeiro EC                      | 5    |
|      | Roger Martínez      | Racing Club de Avellaneda        | 5    |
|      | Tomás Verón Lupi    | Racing Club de Avellaneda        | 5    |
|      | Yago Pikachu        | Fortaleza EC                     | 5    |